# Masaki Toda
Masaki Toda (jap. 戸田 雅稀, Toda Masaki; * 21. Juni 1993 in der Präfektur Gunma) ist ein ehemaliger japanischer Mittelstreckenläufer, der sich auf den 1500-Meter-Lauf spezialisiert hat.

## Sportliche Laufbahn
Erste internationale Erfahrungen sammelte Masaki Toda im Jahr 2015, als er bei den Asienmeisterschaften in Wuhan in 3:49,56 min den achten Platz über 1500 Meter belegte. Es blieb seine einzige Meisterschaftsteilnahme, ehe er seine aktive Karriere 2023 im Alter von 30 Jahren beendete.
In den Jahren 2016 und 2019 wurde Toda japanischer Meister im 1500-Meter-Lauf.

## Persönliche Bestzeiten
- 1500 Meter: 3:37,90 min, 9. Juli 2019 in Fukagawa
- 5000 Meter: 13:36,42 min, 16. Juli 2015 in Abashiri
- 10.000 Meter: 28:22,17 min, 26. November 2016 in Hachiōji
- Halbmarathon: 1:02:14 h, 1. Februar 2015 in Marugame